# 9 Lives (album de Kat DeLuna)
Pour les articles homonymes, voir Nine Lives.
Albums de Kat DeLuna
Inside Out
(2010)
9 Lives est le premier album de la chanteuse R&B Kat DeLuna. Il est sorti le 7 août 2007 aux États-Unis.
Kat DeLuna a coécrit chaque chanson avec RedOne, qui est également son producteur. L'album a commencé à la 58e place du Billboard 200 aux USA en s'écoulant à 11 000 copies la première semaine. Ce fut donc un démarrage très décevant pour sa maison de disques qui misait sur un top 40.

## Liste des titres
1. 9 Lives  (Intro) — 1:06
2. Run the Show (featuring Busta Rhymes) — 3:31
3. Am I Dreaming — 4:14
4. Whine Up (featuring Elephant Man) — 3:23
5. Feel What I Feel — 4:04
6. Love Me, Leave Me — 4:11
7. In The End — 3:23
8. Love Confusion — 4:02
9. Animal — 3:23
10. Be Remembered (featuring Shaka Dee) — 3:37
11. Enjoy Saying Goodbye — 4:05
12. Whine Up (featuring Elephant Man) — 3:41
13. Am I Dreaming — 3:59
14. Run the Show (featuring Don Omar) — 3:30
15. How We Roll Titre bonus édition japonaise
16. You Are Only Mine Titre bonus édition japonaise — 3:30

## Classement des ventes
| Pays                   | Meilleure position |
| ---------------------- | ------------------ |
| France Disque d Argent | 26                 |
| États-Unis             | 58                 |